# 불설대보부모은중경판
불설대보부모은중경판(佛說大報父母恩重經版)은 경기도 화성시 용주사에 있는, 조선시대의 책판이다. 2012년 2월 22일 대한민국의 보물 제1754호로 지정되었다.

## 개요
용주사의 《불설대보부모은중경판》(佛說大報父母恩重經板)은 목판 42판,동철판 7판,석판 24판의 세 종류가 있다. 모두 73판으로 1796～1799년 사이에 조성되었다. 목판은 변상도, 과판(科判), 한문본, 국문본 등이 양면으로 양각되어 있으며, 동철판은 변상도 7판이 단면에 양각되어 있다. 특히 목판의 도각(刀刻)형태까지 동일하게 보여주고 있다. 석판은 과판과 한문본 등으로 단면에 음각되어 있다.
이 경판들은 정조의 명으로 조성되어 주자소에 내입(內入)되었다가 화성 용주사에 보내진 기록이 《주자소응행절목》(鑄字所應行節目)에 수록되어 있다.
불설대보부모은중경판은 매우 정교하고 장엄한 모습을 보이고 있다.특히 변상도에는 단원 김홍도(金弘道,1745～?)의 화풍이 고스란히 살아남아 있으며 본문은 당대의 명필이던 오수(寤修) 황운조(黃運祚,1730～1800) 서풍(書風)의 명품 경판(經版)이다.
오늘날 용주사 간행의 《불설대보부모은중경》은 많은 사람들이 세상에서 가장 아름다운 경전으로 칭송하고 있다. 그것은 정조의 부모에 대한 지극한 효심을 바탕으로, 당대 최고의 장인들이 혼심을 쏟아 조성한 예술적 가치를 지니고 있기 때문이다.
이 세 종류의 경판들은 당대 최고 장인들의 예술성까지 곁들여져 있는 소중한 문화재이다. 더욱이 보존상태가 온전하다는 점, 18세기 말의 국어사 자료가 된다는 점, 이전의 판화와는 달리 경판의 변상도는 공간감을 가지고 있다는 점 등에서 가치가 충분하다.

## 같이 보기
- 용주사
- 김홍도
- 황운조

## 참고 자료
- 불설대보부모은중경판 - 국가유산청 국가유산포털